# Camden (Delaware)
Camden – miasto w Stanach Zjednoczonych, w stanie Delaware, w hrabstwie Kent.